# Фавер
Фавер (итал. Faver) је насеље у Италији у округу Тренто, региону Трентино-Јужни Тирол.
Према процени из 2011. у насељу је живело 733 становника. Насеље се налази на надморској висини од 684 м.

## Становништво
Према резултатима пописа становништва 2011. у општини је живело 833 становника.
| 1931. | 1936. | 1951. | 1961. | 1971. | 1981. | 1991. | 2001. | 2011. |
| ----- | ----- | ----- | ----- | ----- | ----- | ----- | ----- | ----- |
| 797   | 782   | 883   | 822   | 767   | 830   | 782   | 816   | 833   |